# FASS Berlin
Der Freie Akademische Sportverein Siegmundshof e. V., kurz FASS Berlin, ist ein Eishockeyverein aus Berlin. Gegründet wurde FASS jedoch als reiner Fußballverein. Der Spielbetrieb der ersten Mannschaft ist in die FASS Oberliga Service GmbH ausgegliedert.
FASS wurde als Sportverein von und für Studenten der TU Berlin gegründet, die damaligen Gründungsmitglieder (u. a. Lothar Voigt, Karl-Heinz Zappel, Helmut Orthmann und Hans-Erich Legler) benannten den Verein nach ihrem Wohnsitz, dem Studentenwohnheim in der Straße „Siegmunds Hof“ im Berliner Hansaviertel. Als Gründungsort konnte der heutige „Bierkeller“ am Studentenwohnheim Siegmunds Hof festgestellt werden.
Der Verein ist heute hinter den Eisbären der bedeutendste Eishockeyverein Berlins. Die ursprüngliche Fußballabteilung wird heute nicht mehr unterhalten.

## Geschichte
FASS wurde am 17. Dezember 1962 gegründet und bestand anfangs aus Bewohnern des Studentenwohnheims Siegmundshof, die bei Einzug automatisch Mitglied wurden und es bei Auszug blieben, wenn sie nicht austraten. Es gab Abteilungen für Fußball, Leichtathletik, Basketball, Handball, Tischtennis, Rudern und Schach. Bis 1968 wurde keine dieser Sportarten mehr betrieben, der Verein existierte aber weiter. Die Eishockeyabteilung hat ihren Ursprung in der 1970 vom Moosburger Diplom-Sportlehrer Klaus Ziegelmeier gegründeten Mannschaft der TU Berlin. Um am ordentlichen Spielbetrieb teilnehmen zu können, brauchte die Eishockeymannschaft einen Verein. Florian Sachs, damaliger Organisator der Studentenmannschaft, war als Bewohner des Wohnheims Mitglied des inaktiven F.A.S.S. e. V. Er initiierte mit dem damaligen Vorstand eine Mitgliederversammlung im November 1972, auf der eine Eishockeyabteilung gegründet und die Vereinsmitgliedschaft für Menschen geöffnet wurde, die nicht im Wohnheim lebten. Auch ein neuer Vorstand wurde gewählt. Seither ist FASS ein Eishockeyverein.
Der Spielbetrieb wurde zur Saison 1973/74 in der viertklassigen Regionalliga Nord aufgenommen, die FASS ohne Punktverlust gewann und dadurch zur Saison 1974/75 in die Oberliga Nord aufstieg. 1975 fusionierte die Oberliga-Mannschaft von FASS und die des EHC Nord Berlin zur wieder zum Leben gerufenen Eishockeyabteilung des Berliner FC Preussen, der Spielbetrieb bei FASS wurde von der zweiten Mannschaft in der Regionalliga Nord fortgeführt. Von November 1976 bis Januar 1977 trug der Verein den Namen F.A.S.S.–Wedding e. V. 1977 und 1981 gewann FASS erneut die Regionalliga Nord.
Hinter dem Berliner Schlittschuhclub und BFC Preussen und dann später hinter dem BSC Preussen war FASS die Nummer 3 im alten West-Berliner Eishockey, dessen Mannschaft bis 1993 in der Regionalliga Nord, der damals vierthöchsten Spielklasse, teilnahm. Ab 1993 spielte FASS in der Landesliga Berlin. Nach drei Landesliga-Titeln in Folge, stieg der Verein 1997 in die Verbandsliga Nord-Ost und 1998 in die Regionalliga Ost auf. 2000 nahm FASS an der Aufstiegsrunde zur Oberliga Nord teil.
2004/05 hatte der Verein neben drei Seniorenmannschaften - die erste Mannschaft in der Regionalliga Ost - teilnehmende Nachwuchsmannschaften in allen Altersklassen. In der Saison 05/06 spielte die erste Mannschaft in der neugeschaffenen Regionalliga Nord/Ost und belegte nach einer unglücklichen Vorrunde in der anschließenden Relegation den ersten Platz, was in der Gesamtwertung Platz neun bedeutete und zur erneuten Teilnahme in der Regionalliga Nord/Ost berechtigte.
In der Saison 2006/07 spielte das Team erneut in der Regionalliga Nord/Ost und belegte nach 48 Meisterschaftsspielen den siebten Platz. Es war in der Geschichte der Regionalliga die längste Saison aller Zeiten, da der Spielmodus unter den teilnehmenden Vereinen eine Dreifachrunde vorschrieb. Die Saison 2007/08 beendete man im Halbfinale der Playoffs, als man gegen den Berliner Ligakonkurrenten ECC Preussen Juniors verlor.
Von 2007 bis 2017 bestand eine Kooperation zwischen FASS und den Eisbären Berlin mit dem Ziel die Jugend- und Schülerteams auszubauen, denen so eine größere sportliche Perspektive geboten werden soll. Die erste Mannschaft von FASS stellte so eine Art Farmteam, in denen junge Profis Spielerfahrung sammeln konnten, um später eventuell in den DEL-Kader der Eisbären übernommen zu werden.
In der Spielzeit 2008/09 belegte die erste Mannschaft von FASS in der Regionalliga Ost den siebten und damit letzten Tabellenplatz. Da zur Aufstockung der Liga kein Absteiger vorgesehen war, verblieb das Team in der Regionalliga Ost. Erfolgreicher in dieser Spielzeit waren die Landesligamannschaft (1b), die nach einem 4:7 gegen den Sport-Club Charlottenburg Berliner Vizemeister wurde, und die Junioren, die in der Norddeutschen Meisterschaft ebenfalls den zweiten Platz belegten. Außerdem wurden die Junioren zusätzlich Ostdeutscher Meister, was dann zu den Aufstiegsspielen zur Junioren-Bundesliga berechtigte. Die Ostdeutsche Meisterschaft wurde dabei im Zuge der Norddeutschen Meisterschaft ausgetragen, da aus dem „Osten“ nur noch der Olympische Sport-Club antrat. In Aufstiegsspielen zur Junioren-Bundesliga unterlag man jedoch den Ice Dragons aus Herford daheim mit 4:10 und auswärts 2:7.
Neben der Seniorenmannschaft des ECC Preussen Juniors spielte die erste Mannschaft von FASS in der Saison 2011/12 in der drittklassigen Oberliga Ost. Zudem wurden zwei weitere Seniorenmannschaften für den Spielbetrieb gemeldet: eine in der Regionalliga Ost, der höchsten Spielklasse des Sächsischen Eishockeyverbandes, die andere in der Landesliga Berlin antreten. Dazu waren erneut die Nachwuchsmannschaften in allen Altersklassen vertreten.
Sportlich spielte man seit der Saison 2010/11 im oberen Tabellendrittel. Nach der Konzentration der Oberliga in zwei Staffeln (Nord und Süd) belegte FASS in der Spielzeit 2015/16 den 15. Platz in der Nord-Staffel und musste in die Abstiegsrunde, wo der Verein Letzter wurde und deshalb sportlicher Absteiger in die Regionalliga Ost war. Nach Verzicht eines anderen Oberligisten verblieb FASS jedoch in dieser Liga.
2017 zog sich FASS in die Regionalliga zurück und spielt seither wieder in der viertklassigen Regionalliga Ost. In der Saison 2021/22 erreichte das Team den zweiten Platz in der Hauptrunde und erreichte das Finale, das in zwei Spielen gegen die Schönheider Wölfe verloren ging. In der Saison 2023/24 gewann FASS die Hauptrunde und gewann die Meisterschaft der Regionalliga Ost durch einen Sieg in zwei Spielen im Finale gegen die Chemnitz Crashers. In der Folgesaison, die aufgrund der fast dauerhaften Schließung des Erika-Heß-Eisstadions (dort konnten nur drei Heimspiele stattfinden) in der Eissporthalle Charlottenburg ausgetragen wurde, gewann FASS erneut die Meisterschaft durch einen Sieg in fünf Spielen gegen die Schönheider Wölfe.

### Weitere Mannschaften
Seit 2020 existiert bei FASS eine Frauenmannschaft. Diese tritt in der drittklassigen 1. Frauenliga Nord/Ost an. Wegen der Corona-Pandemie fand das erste Spiel für FASS in der Liga erst in der Saison 2021/22 statt. FASS gewann die Saison mit neun Siegen aus neun Spielen. 2023 belegte die Mannschaft den 2. Platz und 2024 und 2025 wieder den ersten, jeweils mit zehn Siegen in zehn Spielen.
Der Nachwuchsbereich bei FASS Berlin bietet ein Probeangebot für alle Anfänger an und bildet den Nachwuchs bis zur U17 aus. Seit 2022 gibt es eine Kooperation mit Weißwasser und seit 2023 eine Kooperation mit dem Standort Erfurt.
Zwei Teams spielen aktuell in der Landesliga Berlin (FASS Berlin 1b, FASS Berlin 1c „Allstars“). Beide konnten die Landesliga bereits mehrfach gewinnen. In der Saison 2023/24 belegten sie erstmals zusammen den 1. und 2. Platz.
Die 1b trat 1979/80 in der Regionalliga West, 1980/81 zusammen mit der ersten Mannschaft in der Regionalliga Ost an. Von 1981 bis 2004 sowie von 2007 bis 2010 spielte die 1b in der Landesliga Berlin. Bereits in der Saison 2009/10 startete zudem eine Mannschaft als FASS Berlin 1b in der Sachsenliga. Dort blieb sie auch, als 2011 die Sachsenliga zur Regionalliga Ost wurde. 2017 musste die 1b aus der Regionalliga absteigen, als die erste Mannschaft aus der Oberliga abstieg. Die 1b trat nun für zwei Jahre in der Verbandsliga Nord an. Seit 2019 spielt sie wieder in der Landesliga Berlin.
Die 1c trat erstmals 1987 in der Landesliga Berlin an. Dort spielte sie bis 1993. Als nun die erste Mannschaft in die Landesliga abstieg, trat FASS dort nur mit zwei Mannschaften an. Von 2000 bis 2007 sowie seit 2010 spielt wieder eine 1c in der Landesliga.
Eine 1d spielte in der Saison 2019/20 in der Landesliga Sachsen. Sie verlor dort alle zehn Spiele. Die Saison 2020/21 wurde nach nur einem Spiel abgebrochen. Danach wurde die Mannschaft aufgelöst.

## Erfolge

### Männer

#### 1. Mannschaft
- Meister der Regionalliga: 1974 (Nord), 1977 (Nord), 1981 (Nord), 2024 (Ost), 2025 (Ost)
- Pokalsieger der Oberliga Ost: 2013
- Sieger des Regio-Cups Nord-Ost: 2001, 2002
- Sieger des Berliner Regionalliga-Pokals: 2022[16]
- Meister der Landesliga Berlin: 1995, 1996, 1997

#### FASS Berlin 1b
- Meister der Landesliga Berlin: 1989, 1990, 1993, 2004, 2024, 2025

#### FASS Berlin 1c
- Meister der Landesliga Berlin: 2011, 2013, 2022[17][18]

### Frauen
- Meister der 1. Frauenliga Nord/Ost: 2022, 2024, 2025

## Spielstätte
FASS Berlin trägt seine Heimspiele seit 1972 im Erika-Heß-Eisstadion aus, das 1982/83 zu einer Halle umgebaut wurde. Kapazität hat die „kleine Perle“ für 2800 Zuschauer, was bei einem ausverkauften Stadion für eine Hexenkessel-Atmosphäre sorgt. Etwa die Hälfte aller Plätze steht für Sitzmöglichkeiten zur Verfügung. Besonders seine teilweise doch sehr enge Bauweise zeichnet das Stadion aus. Ein Spieler auf dem Weg zu den oberen Umkleidekabinen füllt die gesamte Treppenbreite aus und die großen Hockeytaschen passen quer auch nicht durch. Da die Zuschauertribünen bis an die Bande heran gehen, sind die Türen der Straf- und Spielerbänke zum Zuschauerbereich hin meist verschlossen. Der einzige Weg zu den Spielerbänken führt also auch für Trainer, Betreuer und Sanitäter über das Eis.
In den Jahren 2012/13 und 2013/14 spielte die erste Mannschaft von FASS im Wellblechpalast. Nur noch einzelne Spiele wurden im Wedding ausgetragen. Von 2014 bis 2017 wurden die Heimspiele ungefähr zur Hälfte im Erika-Heß-Eisstadion und im Wellblechpalast ausgetragen. In den Jahren 2011, 2012 und 2016 gab es jeweils ein Heimspiel in der O2 World, jeweils vor einem Spiel der Eisbären Berlin am selben Tag, mit denen zu dieser Zeit eine Kooperation bestand.
Auch unabhängig von der Kooperation nutzt FASS gelegentlich andere Berliner Eishallen, wenn das Erika-Heß-Eisstadion nicht zur Verfügung steht, darunter den Wellblechpalast und die Eissporthalle Charlottenburg. In der Berliner Landesliga werden die Spiele generell in verschiedenen Hallen ausgetragen, sodass FASS in den Jahren in dieser Liga seine Spiele nicht hauptsächlich im Wedding austragen konnte.
Die größte Zuschauerzahl bei einem Heimspiel von FASS gab es mit 1673 Besuchern am 12. Oktober 2002 im Erika-Heß-Eisstadion beim Regionalligaspiel gegen den BC Preussen, der als Nachfolger der Berlin Capitals antrat, die im Vorjahr noch in der DEL gespielt hatten. Bei einem der Spiele in der O2 World sahen 1463 Besucher am 19. Februar 2012 ein Oberligaspiel gegen die Leipzig Icefighters

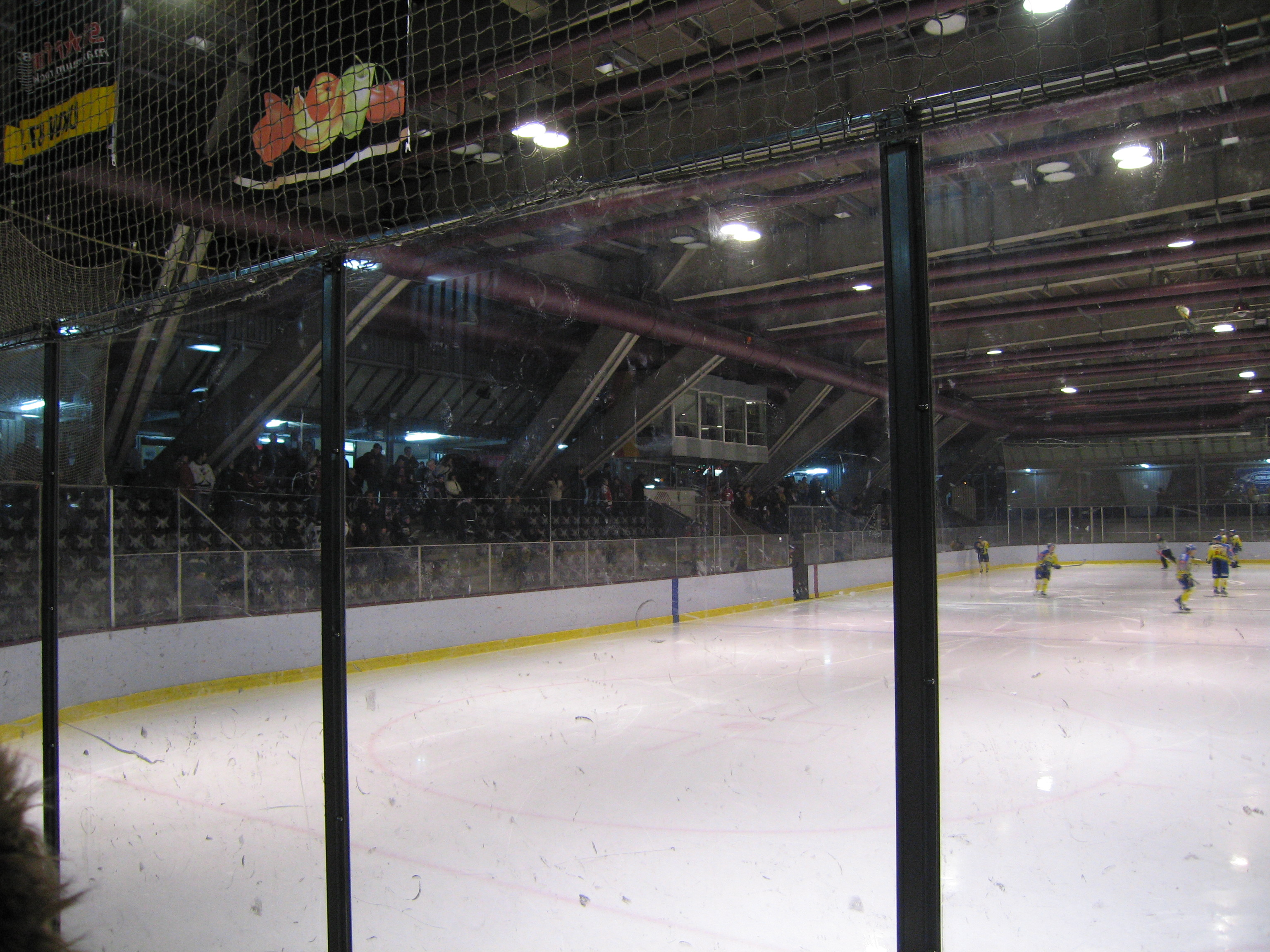
Blick auf die Gegentribüne
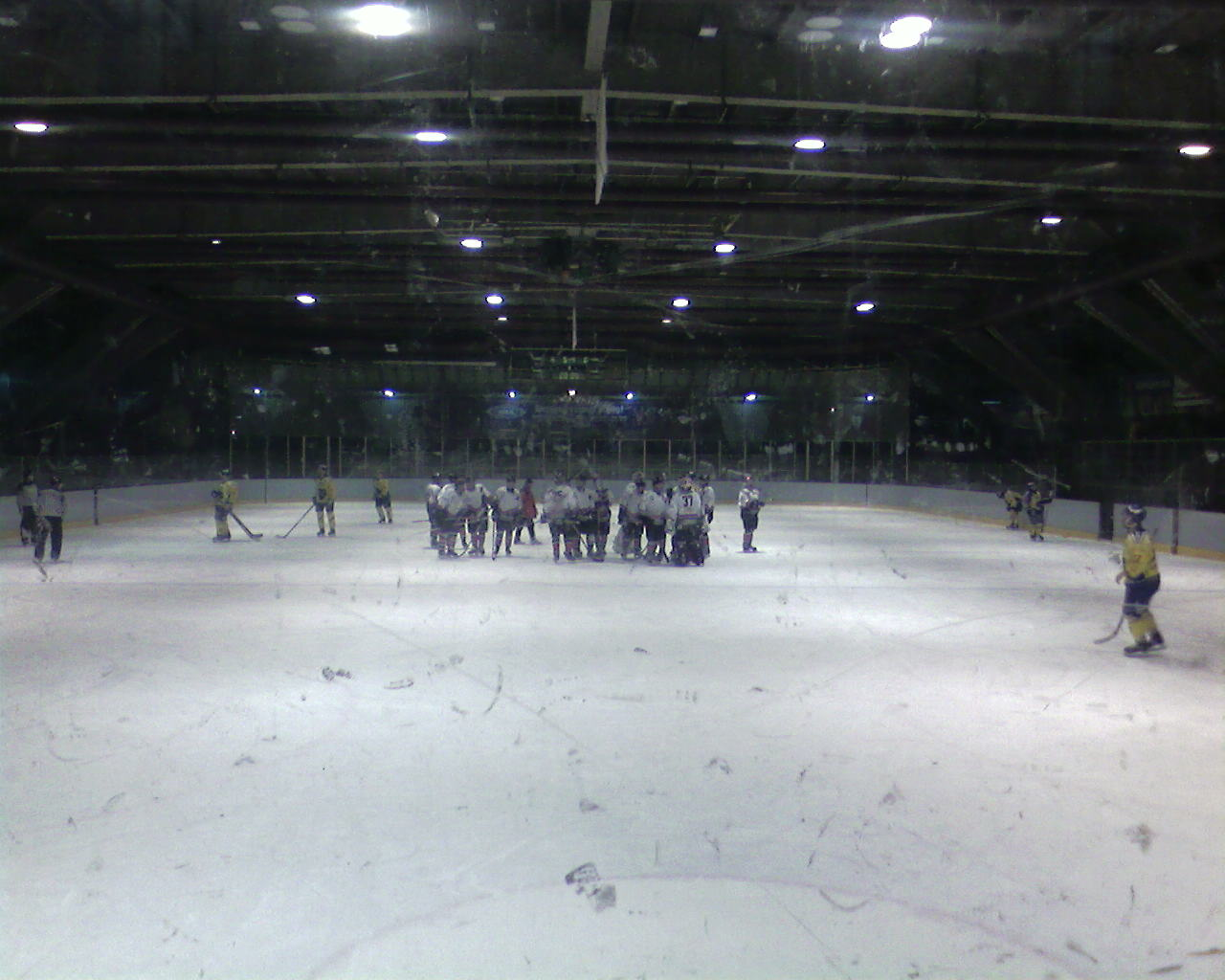
Blick auf die Eisfläche durch das Plexiglas

## Saisonbilanzen
| Saison    | Liga                  | Klasse | Vorrunde            | Endrunde                                                      |
| --------- | --------------------- | ------ | ------------------- | ------------------------------------------------------------- |
| 1973/74   | Regionalliga Nord     | IV     | 1. Platz ▲          |                                                               |
| 1974/75   | Oberliga Nord         | III    | 6. Platz, Rückzug ▼ |                                                               |
| 1975/76   | Regionalliga Nord     | IV     | 2. Platz            |                                                               |
| 1976/77   | Regionalliga Nord     | IV     | 1. Platz            | Halbfinale (RL-Meisterschaft), 8. (Qualifikation zur OL Nord) |
| 1977/78   | Regionalliga Nord     | IV     | 2. Platz            |                                                               |
| 1978/79   | Regionalliga Nord     | IV     | 2. Platz            | 8. (Qualifikation zur OL Nord)                                |
| 1979/80   | Regionalliga Nord     | IV     | 2. Platz            | 4. (Qualifikation zur OL Nord)                                |
| 1980/81   | Regionalliga Nord     | IV     | 1. Platz            | 3. (Aufstiegsrunde)                                           |
| 1981/82   | Regionalliga Nordwest | IV     | 5. Platz            |                                                               |
| 1982/83   | Regionalliga Nordwest | IV     | 6. Platz            |                                                               |
| 1983/84   | Regionalliga Nord     | IV     | 9. Platz            |                                                               |
| 1984/85   | Regionalliga Nord     | IV     | 8. Platz            |                                                               |
| 1985/86   | Regionalliga Nord     | IV     | 7. Platz            | 6. (Qualifikation zur OL Nord)                                |
| 1986/87   | Regionalliga Nord     | IV     | 7. Platz            | 2. (Qualifikation zur RL Nord)                                |
| 1987/88   | Regionalliga Nord     | IV     | 5. Platz            | 4. (Qualifikation zur RL Nord)                                |
| 1988/89   | Regionalliga Nord     | IV     | 4. Platz            | 1. (Qualifikation zur RL Nord)                                |
| 1989/90   | Regionalliga Nord     | IV     | 6. Platz            | 1. (Qualifikation zur RL Nord)                                |
| 1990/91   | Regionalliga Nord     | IV     | 7. Platz            | 1. (Qualifikation zur RL Nord)                                |
| 1991/92   | Regionalliga Nord     | IV     | 7. Platz            | 4. (Qualifikation zur RL Nord)                                |
| 1992/93   | Regionalliga Nord     | IV     | 15. Platz           | 6. (Qualifikation zur RL Nord) ▼                              |
| 1993/94   | Landesliga Berlin     | VI     | 1. Platz            | 2. Platz                                                      |
| 1994/95   | Landesliga Berlin     | V      | 1. Platz            | Meister, auf Aufstieg verzichtet                              |
| 1995/96   | Landesliga Berlin     | VI     | 1. Platz            | Meister, auf Aufstieg verzichtet                              |
| 1996/97   | Landesliga Berlin     | VI     | 1. Platz            | Meister ▲                                                     |
| 1997/98   | Verbandsliga Nord-Ost | IV     | 1. Platz ▲          |                                                               |
| 1998/99   | Regionalliga Ost      | IV     | 6. Platz            |                                                               |
| 1999/2000 | Regionalliga Nord-Ost | IV     | 3. Platz            | 6. (Aufstiegsrunde)                                           |
| 2000/01   | Regionalliga Nord-Ost | IV     | 6. Platz            |                                                               |
| 2001/02   | Regionalliga Nord-Ost | IV     | 11. Platz           |                                                               |
| 2002/03   | Regionalliga Ost      | IV     | 8. Platz            | 3. (Relegation)                                               |
| 2003/04   | Regionalliga Ost      | IV     | 7. Platz            | 3. (Relegation)                                               |
| 2004/05   | Regionalliga Ost      | IV     | 7. Platz            | 2. (Relegation)                                               |
| 2005/06   | Regionalliga Nord-Ost | IV     | 10. Platz           | 1. (Abstiegsrunde)                                            |
| 2006/07   | Regionalliga Nord-Ost | IV     | 7. Platz            |                                                               |
| 2007/08   | Regionalliga Nord-Ost | IV     | 4. Platz (Ost)      | 3. Platz, Halbfinale                                          |
| 2008/09   | Regionalliga Ost      | IV     | 7. Platz            |                                                               |
| 2009/10   | Regionalliga Ost      | IV     | 7. Platz            |                                                               |
| 2010/11   | Oberliga Ost          | III    | 6. Platz            |                                                               |
| 2011/12   | Oberliga Ost          | III    | 4. Platz            |                                                               |
| 2012/13   | Oberliga Ost          | III    | 3. Platz            |                                                               |
| 2013/14   | Oberliga Ost          | III    | 6. Platz            |                                                               |
| 2014/15   | Oberliga Ost          | III    | 6. Platz            |                                                               |
| 2015/16   | Oberliga Nord         | III    | 15. Platz           | 4. (Abstiegsrunde)                                            |
| 2016/17   | Oberliga Nord         | III    | 16. Platz           | 8. (Zwischenrunde B), Rückzug ▼                               |
| 2017/18   | Regionalliga Ost      | IV     | 3. Platz            | Halbfinale                                                    |
| 2018/19   | Regionalliga Ost      | IV     | 2. Platz            | 4. (Meisterrunde Nord/Ost, Gruppenphase)                      |
| 2019/20   | Regionalliga Ost      | IV     | 3. Platz            | Halbfinale                                                    |
| 2020/21   | Regionalliga Ost      | IV     |                     | (Saison abgebrochen)                                          |
| 2021/22   | Regionalliga Ost      | IV     | 2. Platz            | Finale                                                        |
| 2022/23   | Regionalliga Ost      | IV     | 2. Platz            | Halbfinale                                                    |
| 2023/24   | Regionalliga Ost      | IV     | 1. Platz            | Meister                                                       |
| 2024/25   | Regionalliga Ost      | IV     | 1. Platz            | Meister                                                       |

Quellen